# 봉담읍
봉담읍(峰潭邑)은 경기도 화성시의 읍이다. 북쪽으로는 매송면과 수원시 권선구, 동쪽으로는 기배동과 화산동, 서쪽으로는 비봉면, 남쪽으로는 정남면, 팔탄면 등에 접해 있다.
읍의 최고 인구밀집지역인 와우리, 동화리, 상리, 수영리와 함께 하나의 도심을 이루고 있다.
와우리는 기배동 그리고 화산동과 함께 사실상 하나의 연담화된 생활권을 이루고 있다.

## 역사
- 1914년 4월 1일 : 수원군 삼봉면(三峰面), 갈담면(葛潭面)을 봉담면으로 합면하였다.[1] (15리)

| 면     | 동·리 | 면     | 리                                                           |
| ------ | --- | ------ | ------------------------------------------------------------ |
| 삼봉면 | 동화동·반현, 와우동, 수기동·방축동, 상동, 수영동, 내동, 분천동                                           | 봉담면 | 동화리, 와우리, 수기리, 상리, 수영리, 내리, 분천리           |
| 갈담면 | 당하동·석당리 일부, 유촌·석당리 일부, 덕촌·내곡 일부, 하가등리, 마하리, 왕림동, 세곡동, 덕우리·내곡 일부 | 봉담면 | 당하리, 유리, 덕리, 하가등리, 마하리, 왕림리, 세곡리, 덕우리 |

- 1949년 8월 14일 : 수원군을 화성군으로 개칭하였다.[2]
- 1983년 2월 15일 : 비봉면 상기리를 봉담면에 편입하였다.[3] (16리)
- 1992년 5월 : 면사무소를 신축 이전하였다. (상리 31-3 → 상리 27-1)
- 1998년 4월 1일 : 봉담면을 봉담읍으로 승격하였다.[4]
- 2001년 3월 21일 : 화성군을 화성시로 승격하였다.[5]
- 2008년 3월 20일 : 동화리 일대에 봉담택지1지구를 조성하였다.

## 행정 구역
| 법정리   | 한자명   | 행정리 | 비고                  |
| -------- | -------- | --- | --------------------- |
| 상리     | 上里     | 상1리, 상2리, 상3리, 상4리, 상5리, 상6리, 상7리                                                               | 읍행정복지센터 소재지 |
| 내리     | 內里     | 내1리, 내2리                                                                                                  |                       |
| 수영리   | 水營里   | 수영1리, 수영2리, 수영3리, 수영4리, 수영5리, 수영6리, 수영7리                                                 |                       |
| 동화리   | 桐化里   | 동화1리, 동화2리, 동화3리, 동화4리, 동화5리, 동화6리, 동화7리, 동화8리, 동화9리, 동화10리, 동화11리, 동화12리 |                       |
| 와우리   | 臥牛里   | 와우1리, 와우2리, 와우3리, 와우4리, 와우5리, 와우6리, 와우7리, 와우8리, 와우9리, 와우10리, 와우11리, 와우12리 |                       |
| 수기리   | 水機里   | 수기1리, 수기2리, 수기3리                                                                                     |                       |
| 분천리   | 汾川里   | 분천1리, 분천2리                                                                                              |                       |
| 왕림리   | 旺林里   | 왕림1리, 왕림2리, 왕림3리, 왕림4리                                                                            |                       |
| 세곡리   | 細谷里   | 세곡리 |                       |
| 당하리   | 堂下里   | 당하1리, 당하2리                                                                                              |                       |
| 마하리   | 馬霞里   | 마하리 |                       |
| 유리     | 柳里     | 유1리, 유2리                                                                                                  |                       |
| 덕리     | 德里     | 덕1리, 덕2리                                                                                                  |                       |
| 덕우리   | 德佑里   | 덕우리 |                       |
| 하가등리 | 下加等里 | 하가등리 |                       |
| 상기리   | 上箕里   | 상기1리, 상기2리                                                                                              |                       |
| 16리     |          | 61행정리 |                       |

## 주거

### 아파트
| 단지명                        | 건설사              | 시행사                                                  | 주소               | 주소   | 입주              | 비고     |
| ----------------------------- | ------------------- | ------------------------------------------------------- | ------------------ | ------ | ----------------- | -------- |
| 삼봉마을                      | 남양건설            | 대한주택공사                                            | 삼천병마로 1256-10 | 상리   | 2007년 10월       | 국민임대 |
| 동화마을 1단지                | 신성건설            | 대한주택공사                                            | 동화길 81-13       | 동화리 | 2007년 10월       | 국민임대 |
| 동화마을 2단지                | 동원시스템즈 ㈜한양 | 대한주택공사                                            | 동화새터길 89      | 동화리 | 2007년 10월       | 국민임대 |
| 동화마을 3단지                | ㈜TEC건설           | 대한주택공사                                            | 동화새터길 121     | 동화리 | 2007년 10월       | 국민임대 |
| 동화마을 4단지                | 동성건설㈜          | 대한주택공사                                            | 동화새터길 118     | 동화리 | 2007년 11월       | 국민임대 |
| 동화마을 5단지                | 신동아건설          | 대한주택공사                                            | 동화역말길 22      | 동화리 | 2008년 7월        |          |
| 동화마을 6단지                | ㈜신일              | 대한주택공사                                            | 동화길 122         | 동화리 | 2007년 9월        |          |
| 봉담 중흥S-클래스 더 퍼스트   | 중흥토건㈜          | ㈜세종이엔지                                            | 상리1길 21         | 상리   | 2022년 6월        |          |
| 봉담 중흥S-클래스 더 센트럴   | 중흥건설            | ㈜세종이엔지                                            | 상리3길 160        | 수영리 | 2023년 8월        |          |
| 봉담 중흥S-클래스 에듀파크    | 중흥토건㈜          | ㈜세종이엔지                                            | 수영로 161         | 상리   | 2023년 8월        |          |
| 봉담 중흥S-클래스 에듀포레    | 중흥토건㈜          | ㈜세종이엔지                                            | 상리1길 167        | 상리   | 2024년 1월        |          |
| 봉담 중흥S-클래스 에듀시티    | 중흥건설            | 세흥산업개발㈜                                          | 상리1길 143        | 상리   | 2024년 1월        |          |
| 봉담 중흥S-클래스 센트럴에듀  | 중흥토건㈜          | 더뉴봉담㈜                                              |                    | 동화리 | 2026년 5월 (예정) |          |
| 동화마을 동일하이빌           | 동일토건㈜          | 동일토건㈜                                              |                    | 동화리 | 2008년 3월        |          |
| 봉담자이 라피네               | 지에스건설㈜        | 하나자산신탁㈜ 에스알투자자산운용㈜                     | 동화서북안길 50    | 동화리 | 2023년 10월       |          |
| 봉담자이 프라이드시티         | 지에스건설㈜        | 교보자산신탁㈜ 디에스디삼호㈜                           | 삼봉안길 20-22     | 내리   | 2024년 8월        |          |
| 봉담자이 라젠느               | 지에스건설㈜        | 하나자산신탁㈜ 에스알에이엠아이㈜                       |                    | 내리   | 2025년 5월        |          |
| 다온마을 쌍용스윗닷홈         | 쌍용건설            | ㈜한국지에스개발                                        | 와우로34번길 30    | 와우리 | 2006년 12월       |          |
| 양지마을 쌍용예가             | 쌍용건설            | ㈜케이에이치이엔씨                                      |                    | 수영리 | 2007년 11월       |          |
| 봉담 센트럴 푸르지오          | 대우건설            | 코리아신탁㈜                                            | 와우로34번길 12    | 와우리 | 2017년 2월        |          |
| 봉담 아이파크                 | 현대산업개발        | 아쉬람㈜                                                | 와우로34번길 11    | 와우리 | 2009년 9월        |          |
| 봉담 힐스테이트               | 현대건설            | ㈜힐스테이트봉담대한제6호뉴스테이위탁관리부동산투자회사 | 상리3길 90         | 수영리 | 2021년 6월        | 민간임대 |
| 봉담 힐스테이트 프라이드시티  | 현대건설            | 우리자산신탁㈜                                          | 삼봉안길 76        | 내리   | 2024년 8월        |          |
| 봉담2차 신일해피트리          | ㈜신일              | ㈜세림씨에이엠                                          |                    | 와우리 | 2005년 10월       |          |
| 해오름마을 임광그대가 1단지   | 임광토건㈜          | 해밀건설㈜                                              | 와우로73번길 22    | 와우리 | 2007년 8월        |          |
| 해오름마을 임광그대가 2단지   | 임광토건㈜          | 해밀건설㈜                                              | 참샘길 33          | 와우리 | 2007년 8월        |          |
| 해오름마을 임광그대가 3단지   | 임광토건㈜          | 해밀건설㈜                                              | 와우로15번길 10    | 와우리 | 2008년 11월       |          |
| 호수마을 동문굿모닝힐         | 동문건설㈜          | ㈜휴스콘                                                | 상봉길 35-10       | 상리   | 2008년 3월        |          |
| 봉담 에듀시티 파라곤          | 동양건설산업        | 동화3지구 지역주택조합                                  | 동화서북안길 10    | 동화리 | 2023년 5월        |          |
| 클래식타운                    | ㈜신일 ㈜우남건설   | ㈜신일 ㈜우남건설                                       | 효행로 240         | 동화리 | 1999년 11월       |          |
| 수정마을 동남메리트           | 동남종합건설㈜      | 동남종합건설㈜                                          | 삼천병마로 1321-10 | 수영리 | 2002년 7월        |          |
| 한울마을 신창비바패밀리 1단지 | 신창건설㈜          | 신창건설㈜                                              | 수영로 61-14       | 수영리 | 2008년 6월        |          |
| 한울마을 신창비바패밀리 2단지 | 신창건설㈜          | 신창건설㈜                                              | 수영로82번길 4     | 수영리 | 2008년 6월        |          |

## 교통
- 도로: 과천봉담도시고속화도로, 평택파주고속도로, 수도권제2순환고속도로, 서해안고속도로

43번국도타고 발안방면으로 계속 직진하면
서해안고속도로 발안 나들목으로 진입이 가능하다.
수인선이 수영리를 통과하나 역은 없다. 다만 인근에 오목천역이 있다.

## 관광·문화
화성 마하리 백제 고분, 서거정선생묘 지석, 최루백 효자각, 이곤선생 효자문, 덕우저수지, 건달산, 서봉산, 삼봉산 등의 관광/문화재가 위치하고 있다.

## 교육
- 갈담초등학교
- 동화초등학교
- 봉담초등학교
- 상봉초등학교
- 수영초등학교
- 수기초등학교
- 수현초등학교
- 와우초등학교
- 효행초등학교
- 동화중학교
- 봉담중학교
- 수현중학교
- 와우중학교
- 화담중학교
- 봉담고등학교
- 와우고등학교
- 화담고등학교

## 사진

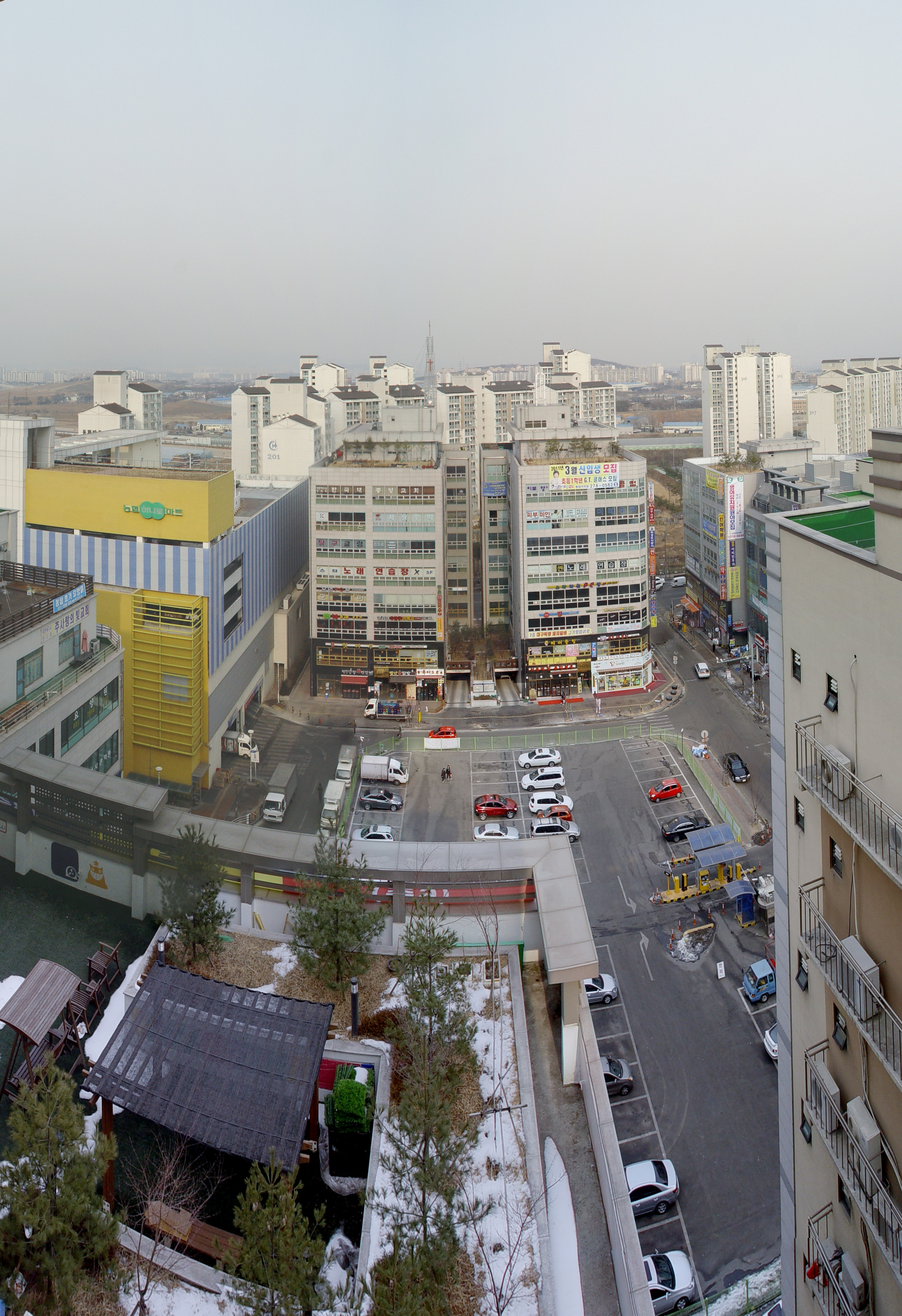
봉담택지지구 중심상가
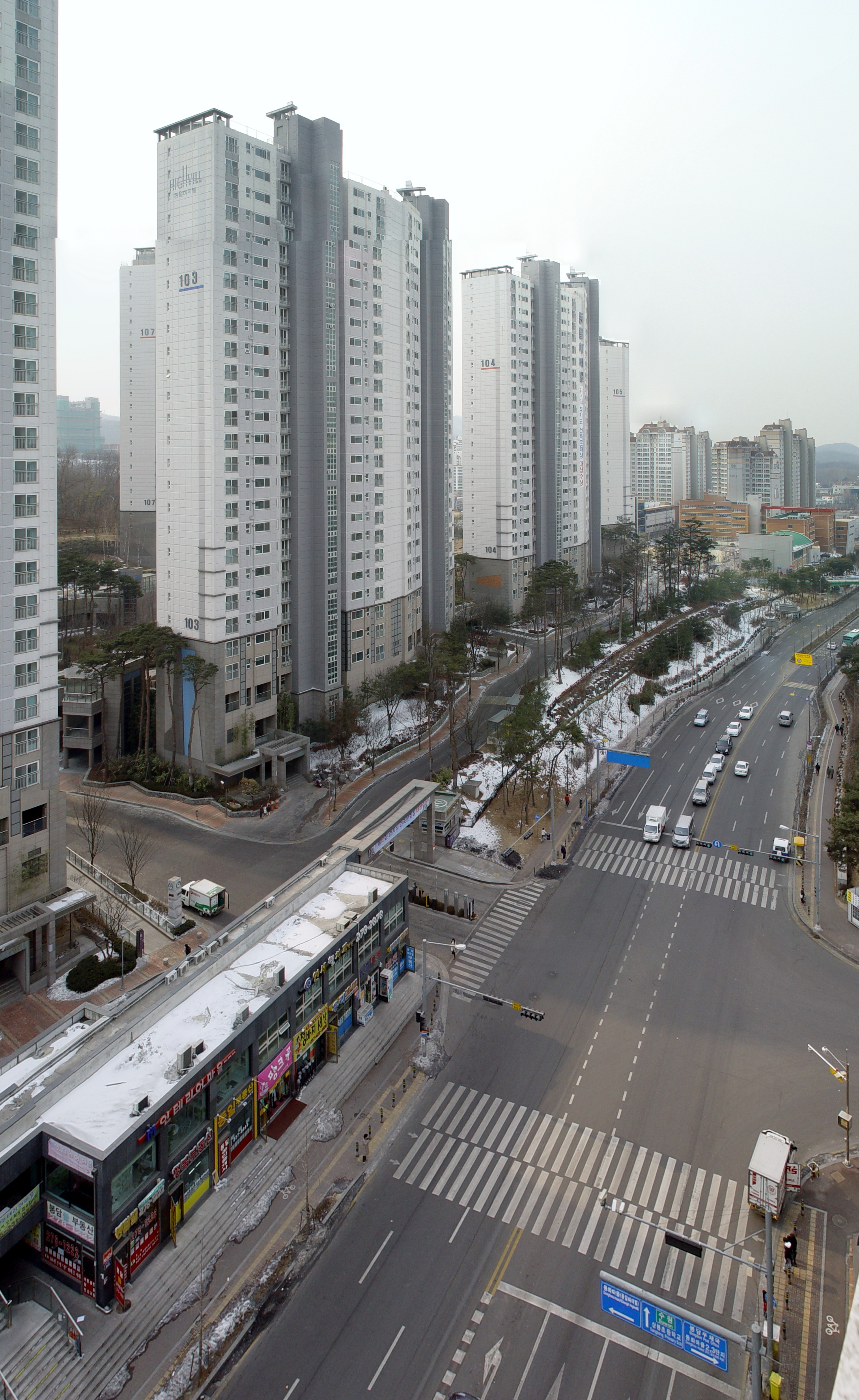
봉담 중심상가의 도로
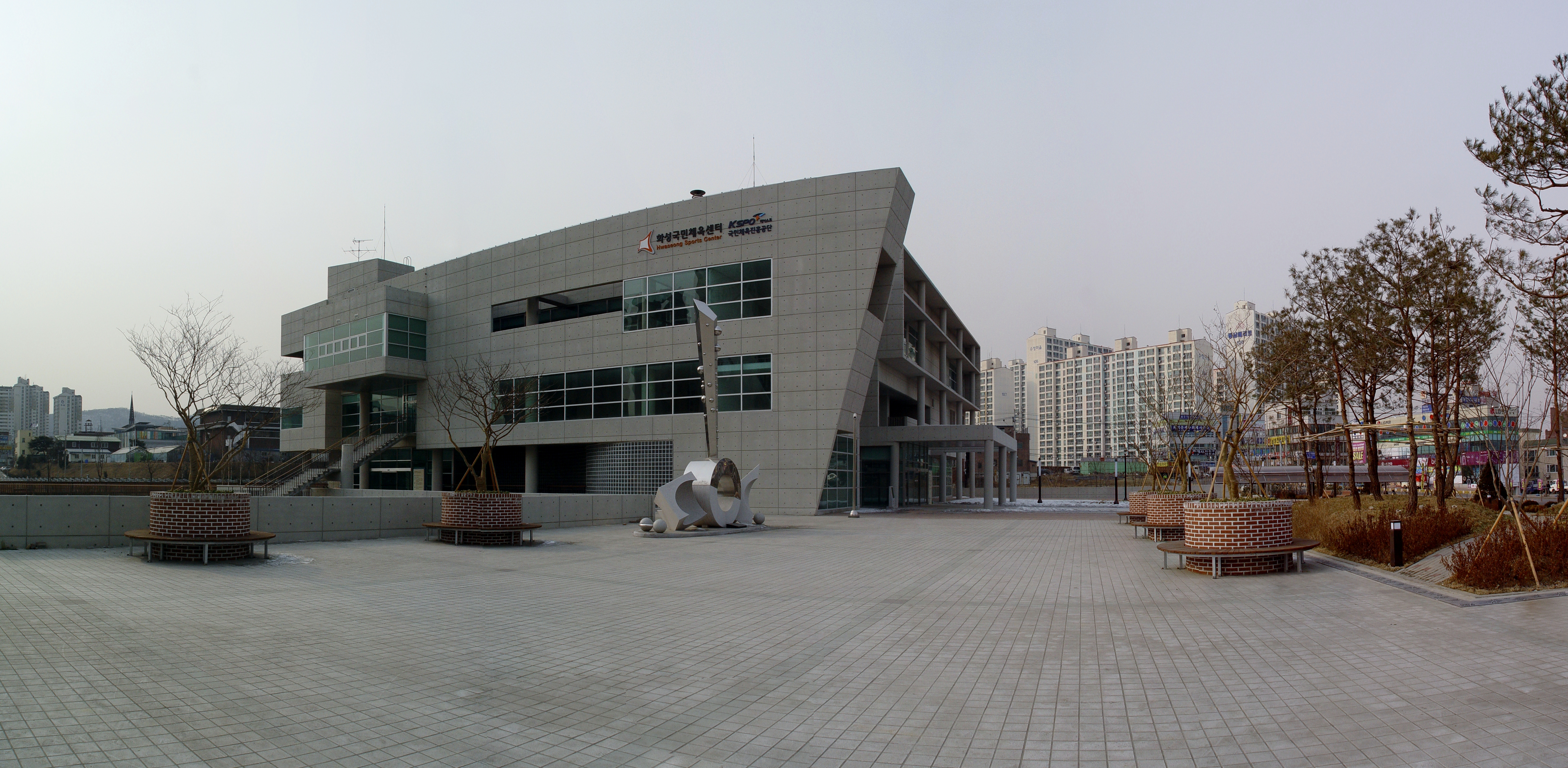
화성국민체육센터
봉담호수공원
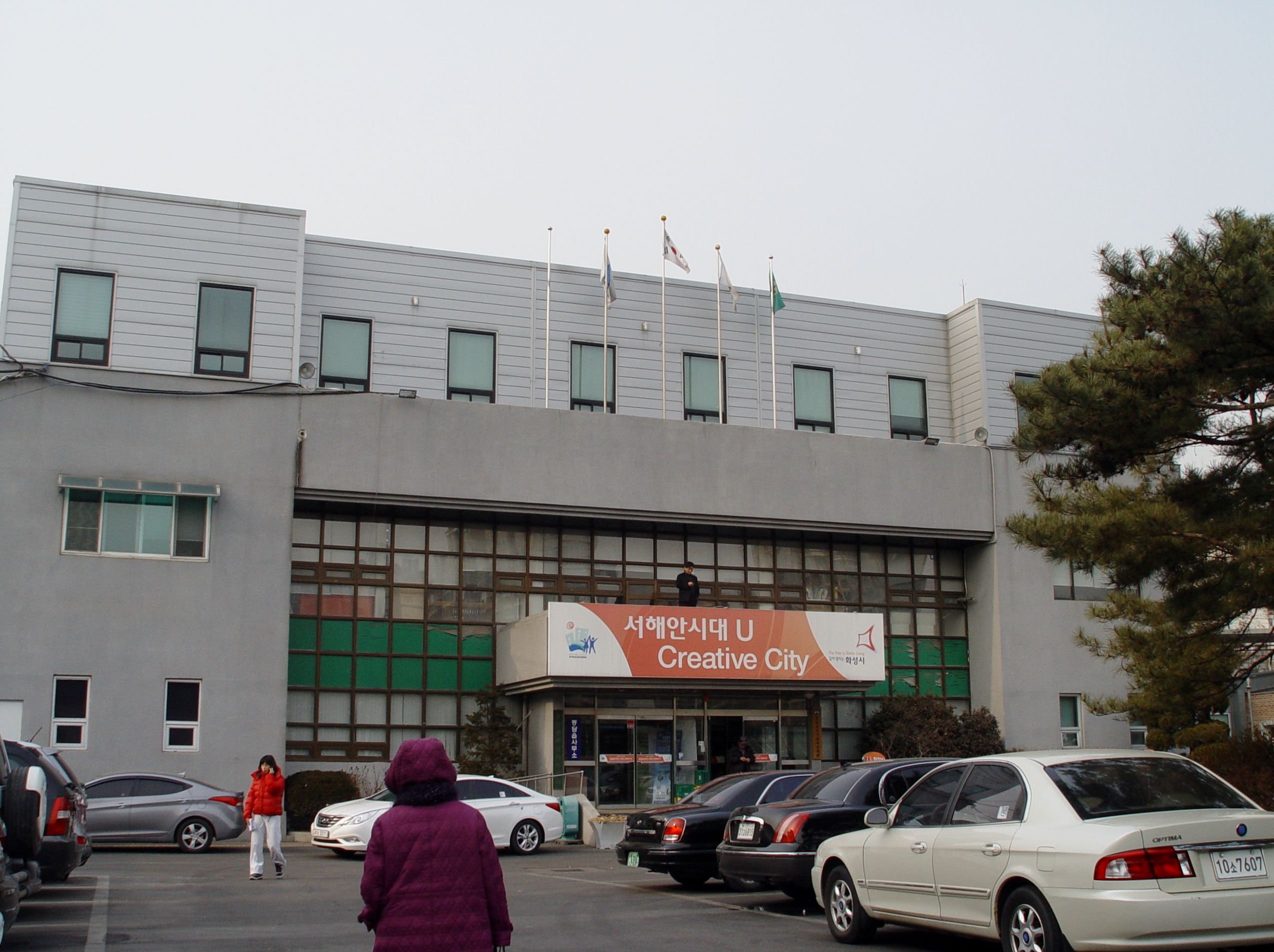
봉담읍 행정복지센터
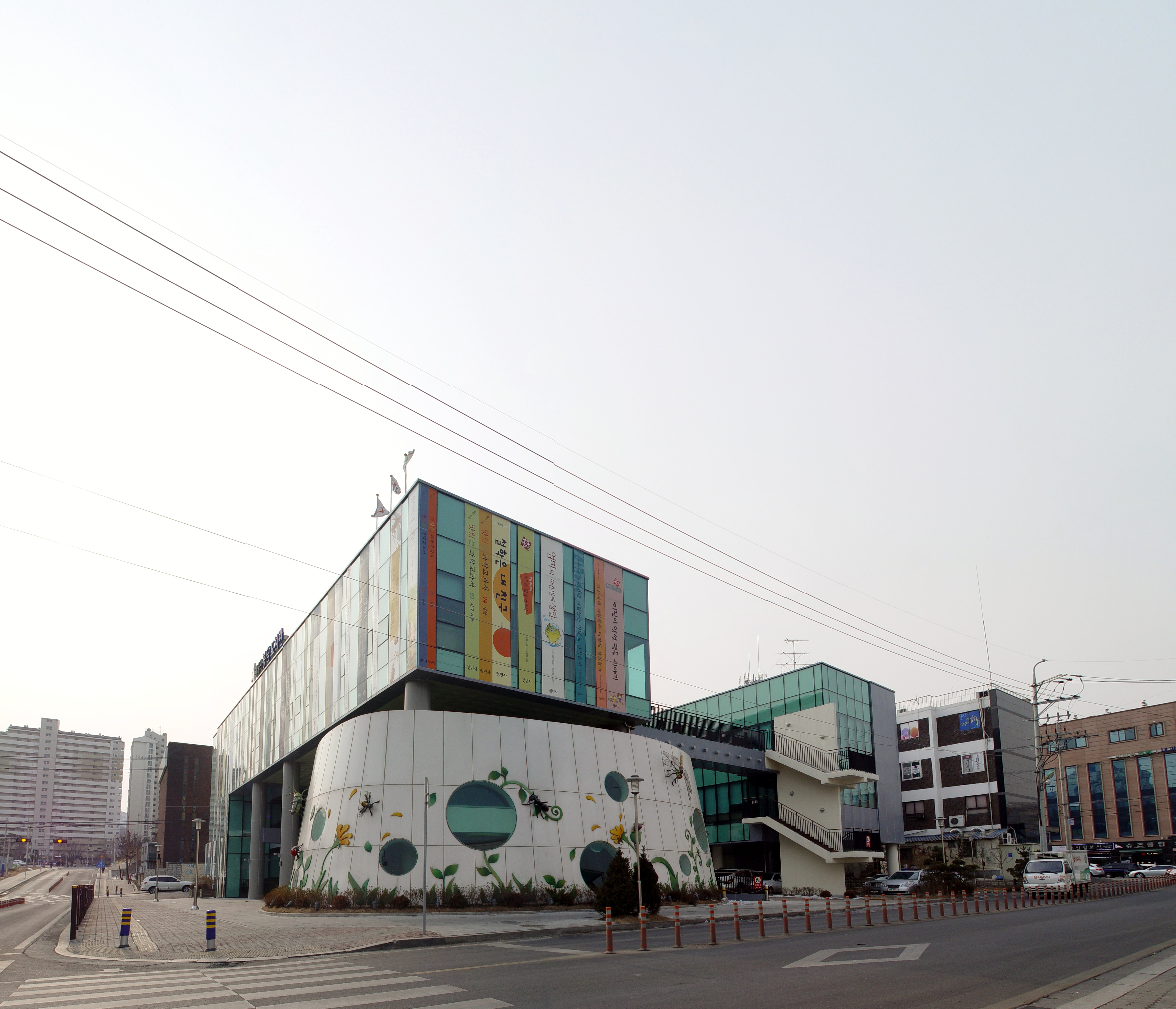
봉담도서관